# جبال الألب الألبانية
جبال الألب الألبانية ((بالإنجليزية: Albanian Alps)‏، (بالألبانية: Alpet Shqiptare)) وتعرف أيضا باسم الجبال اللعينة ((بالإنجليزية: cursed mountains)‏، (بالألبانية: Bjeshkët e Nemuna))، هي سلسلة جبلية في غرب شبه جزيرة البلقان، تمتد من شمال ألبانيا إلى كوسوفو وشرق الجبل الأسود. تعد قمة مايا يزيرتسا أعلى قمة في السلسلة بارتفاع يبلغ 2,694 م (8,839 قدم)، وتتواجد في ألبانيا، وهي ثاني أعلى قمة في ألبانيا والأعلى في سلسلة جبال الألب الدينارية.
تتضمن السلسلة الجبلية أعلى قمة في الجبل الأسود، وهي قمة زلا كولاتا على ارتفاع 2,534 م (8,314 قدم) (يقع جزء منها في ألبانيا). إضافة إلى أعلى قمة في كوسوفو، سيرافيتسا على ارتفاع 2,656 م (8,714 قدم). أعلى قمة جبلية في ألبانيا هي قمة جبل كوراب، وهو جزء من سلسلة كوراب الجبلية، بارتفاع 2,764 م (9,068 قدم) وتقع في شرق البلاد على الحدود مع مقدونيا (مما يجعلها أعلى قمة في مقدونيا كذلك).
يعتمد الاقتصاد الإقليمي بشكل أساسي على الزراعة وتحويلات المهاجرين والسياحة.

## المناخ

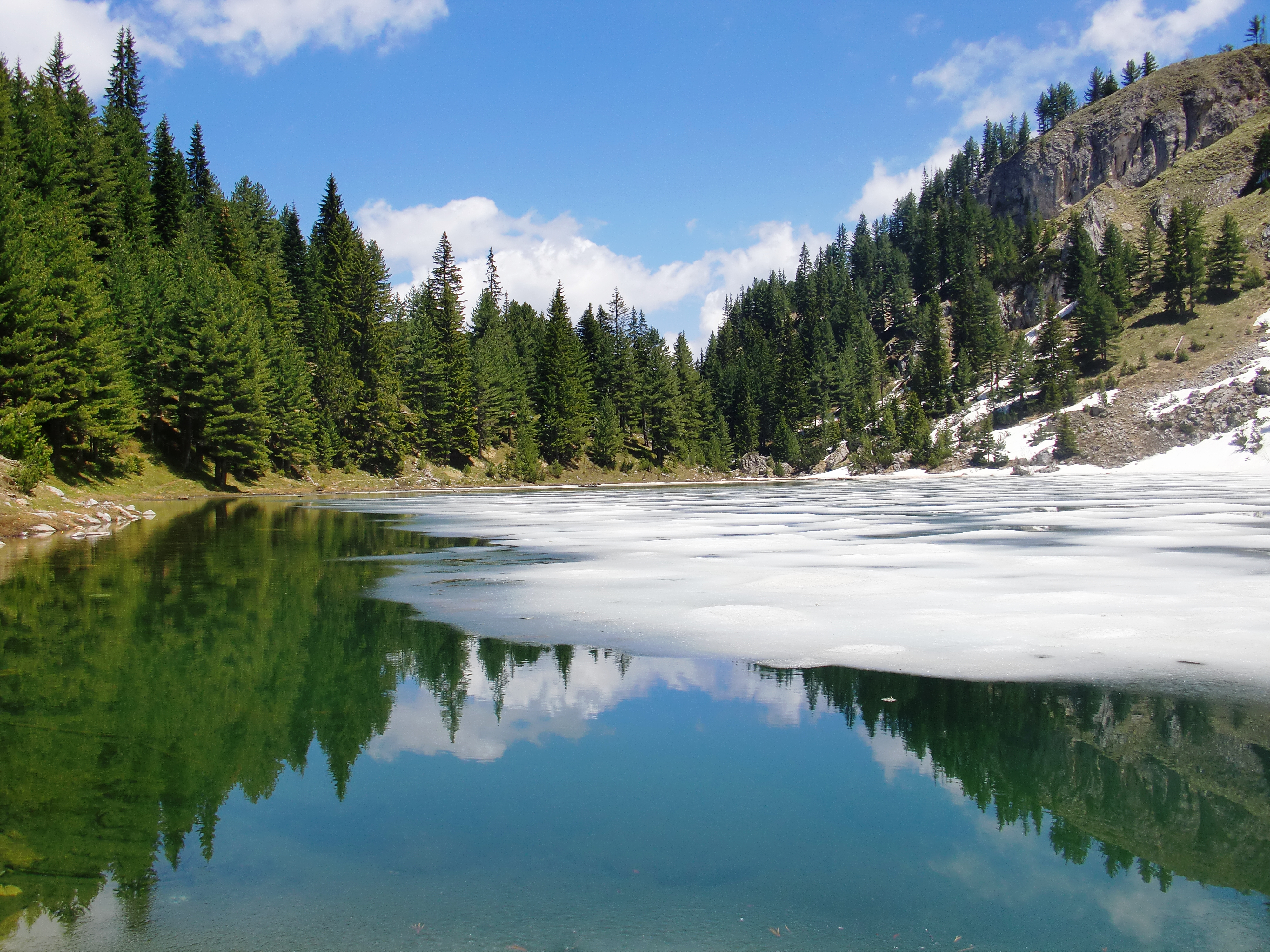
بحيرة لقنات

سلسلة جبال الألب الألبانية على العموم هي المنطقة الأكثر رطوبة في أوروبا. في قرية بوغا في الوادي الجاف، يبلغ معدل هطول الأمطار 3,033 مليمتر (119.4 بوصة) في السنة، وفي الغالب يكون محصورا بين 2,000 إلى 2,500 مليمتر (79 إلى 98 بوصة) في السنة. في المرتفعات العليا، يتواجد الثلج حتى في فصل الصيف، باستثناء سنوات الجفاف الشديد. في فصل الشتاء، يتم عزل بعض القرى في الجزء الألباني من السلسلة الجبلية تماما عن بقية العالم لعدة أشهر بسبب الثلوج الكثيفة جدا.